# Muzimes sterbai
Muzimes sterbai is een keversoort uit de familie van oliekevers (Meloidae). De wetenschappelijke naam van de soort is voor het eerst geldig gepubliceerd in 1940 door Maran.